# Calificările pentru Campionatul Mondial de Fotbal 2018 (AFC) – prima rundă
Prima rundă din meciurile din Calificările pentru Campionatul Mondial de Fotbal 2018 (AFC) pentru Campionatul Mondial de Fotbal 2018 și calificările pentru Cupa Asiei AFC 2017 se vor juca în perioada 12-17 martie 2015.

## Format
Din totalul celor 12 (echipe clasate pe locurile 35–46) care vor juca meciuri tur–retur într-un sistem eliminatoriu, primele șase echipe vor intra în Calificările pentru Campionatul Mondial de Fotbal 2018 (AFC) A doua rundă.

## Tragerea la sorți
Tragerea la sorți a avut loc pe 10 februarie 2015, 15:30  (UTC+8), la casa AFC din Kuala Lumpur, Malaezia.
Cele 12 echipe sunt așezate în două boluri. Bolul A conține echipele clasate pe locurile 35–40, iar Bolul B conține echipele clasate pe locurile 41–46. Tragerea este bazată pe Clasamentul FIFA pe națiuni pe luna ianuarie 2015 (în paranteze)
| Bol A | Bol B                                                                                             |
| --- | ------------------------------------------------------------------------------------------------- |
| 1. India (171) 2. Sri Lanka (172) 3. Yemen (176) 4. Cambodgia (179) 5. Taipeiul Chinez (182) 6. Timorul de Est (185) | 1. Nepal (186) 2. Macao (186) 3. Pakistan (188) 4. Mongolia (194) 5. Brunei (198) 6. Bhutan (209) |

## Meciurile
| Echipa #1       | Total | Echipa #2 | Tur | Retur |
| --------------- | ----- | --------- | --- | ----- |
| India           | 2–0   | Nepal     | 2–0 | 0–0   |
| Yemen           | 3–1   | Pakistan  | 3–1 | 0–0   |
| Timorul de Est  | 5–1   | Mongolia  | 4–1 | 1–0   |
| Cambodgia       | 4–1   | Macao     | 3–0 | 1–1   |
| Taipeiul Chinez | 2–1   | Brunei    | 0–1 | 2–0   |
| Sri Lanka       | 1–3   | Bhutan    | 0–1 | 1–2   |

| India            | 2–0                        | Nepal |
| ---------------- | -------------------------- | ----- |
| Chhetri 53', 71' | Report (FIFA) Report (AFC) |       |

| Nepal | 0–0                        | India |
| ----- | -------------------------- | ----- |
|       | Report (FIFA) Report (AFC) |       |

 India câștigă la general cu 2–0 și avansează în A doua rundă.
| Yemen                                | 3–1                        | Pakistan          |
| ------------------------------------ | -------------------------- | ----------------- |
| Al Matari 3' Boqshan 56' Al-Sasi 69' | Report (FIFA) Report (AFC) | Bashir 67' (pen.) |

| Pakistan | 0–0                        | Yemen |
| -------- | -------------------------- | ----- |
|          | Report (FIFA) Report (AFC) |       |

 Yemen câștigă la general cu 3–1 și avansează în A doua rundă.
| Timorul de Est                              | 4–1                        | Mongolia          |
| ------------------------------------------- | -------------------------- | ----------------- |
| Do Carmo 7', 10' Rodrigo Silva 89' Neto 90' | Report (FIFA) Report (AFC) | Batmönkhiin 90+2' |

| Mongolia | 0–1                        | Timorul de Est |
| -------- | -------------------------- | -------------- |
|          | Report (FIFA) Report (AFC) | Patrick 9'     |

 Timorul de Est câștigă la general cu 5–1 și avansează în A doua rundă.
| Cambodgia                         | 3–0                        | Macao |
| --------------------------------- | -------------------------- | ----- |
| Vathanaka 64', 79' Laboravy 90+5' | Report (FIFA) Report (AFC) |       |

| Macao                    | 1–1                        | Cambodgia |
| ------------------------ | -------------------------- | --------- |
| Leong Ka Hang 52' (pen.) | Report (FIFA) Report (AFC) | Bin 28'   |

 Cambodgia câștigă la general cu 4–1 și avansează în A doua rundă.
| Taipeiul Chinez | 0–1                        | Brunei  |
| --------------- | -------------------------- | ------- |
|                 | Report (FIFA) Report (AFC) | Adi 36' |

| Brunei | 0–2                        | Taipeiul Chinez            |
| ------ | -------------------------- | -------------------------- |
|        | Report (FIFA) Report (AFC) | Wang Rui 37' Chu En-le 53' |

 Taipeiul Chinez câștigă la general cu 2–1 și avansează în A doua rundă.
| Sri Lanka | 0–1                        | Bhutan       |
| --------- | -------------------------- | ------------ |
|           | Report (FIFA) Report (AFC) | T. Dorji 86' |

| Bhutan               | 2–1                        | Sri Lanka  |
| -------------------- | -------------------------- | ---------- |
| C. Gyeltshen 5', 90' | Report (FIFA) Report (AFC) | Zarwan 35' |

 Bhutan câștigă la general cu 3–1 și avansează în A doua rundă.

## Marcatorii
2 goluri
- Chencho Gyeltshen
- Chan Vathanaka
- Sunil Chhetri
- Quito

1 gol
- Tshering Dorji
- Adi Said
- Khoun Laboravy
- Thierry Chantha Bin
- Chu En-le
- Wang Rui
- Leong Ka Hang
- Batmönkhiin Erkhembayar
- Hassan Bashir
- Zohar Mohamed Zarwan
- Jairo Neto
- Rodrigo Silva
- Patrick Fabiano
- Abdulwasea Al Matari
- Mohammed Boqshan
- Ala'a Al Sasi